# Aplocheilichthys fuelleborni
Aplocheilichthys fuelleborni е вид лъчеперка от семейство Poeciliidae. Видът е незастрашен от изчезване.

## Разпространение
Разпространен е в Танзания.

## Описание
На дължина достигат до 3,5 cm.
Популацията на вида е намаляваща.